# Galphimia australis
Galphimia australis är en tvåhjärtbladig växtart som beskrevs av Chod.. Galphimia australis ingår i släktet Galphimia och familjen Malpighiaceae. Inga underarter finns listade i Catalogue of Life.